# Chiesa dei Santi Pietro e Paolo (Castelrotto)
La chiesa dei Santi Pietro e Paolo (in tedesco Kirche Sankt Peter und Paul) a Castelrotto è la chiesa parrocchiale del paese.
La chiesa attuale, detta anche Dom auf dem Berge, fu costruita in stile classicistico dal Wiener Hofbaurat, su un progetto redatto tra 1838 e 1845, tra 1846 e 1849.
Il campanile ospita un possente concerto di 8 campane in Lab2, tra le più grandi dell’Alto Adige, fuse dalla fonderia D’Adda a Crema nel 1922. La campana maggiore ha un diametro di 180 cm e una massa di 3522 kg; la massa complessiva del concerto è di 8217 kg. L'orologio del campanile di Castelrotto fu costruito nel 1754 dai fratelli gardenesi Mathias e Peter Alneider verosimilmente parenti del Giovanni Battista Holnaider.